# Axion de Montréal
Die Axion de Montréal waren ein kanadisches Fraueneishockeyteam aus Montréal, Québec, und spielte ab der Saison 1998/99 in der National Women’s Hockey League. Im Jahr 2007 wurde der Club aufgelöst und die meisten Spielerinnen wechselten in die neu gegründete Canadian Women’s Hockey League zu den Stars de Montréal.

## Geschichte
Der Ursprung der Axion liegt in einem Frauenteam namens Ferland Quatre Glaces, das 1998 in einen Eishockeyclub umgewandelt wurde und als Bonaventure Wingstar in die Central Ontario Women’s Hockey League aufgenommen wurde. Mit der Umwandlung der COWHL in die National Women’s Hockey League im Februar 1999 wurde der Spielbetrieb weiter professionalisiert.
Als Präsidentin und Teilhaberin des Clubs sowie als Sprecherin des regionalen Eishockeyverbandes prägte France St. Louis über viele Jahre das Fraueneishockey in der Provinz Quebec.
2005 vertraten die Axion als Sieger der Eastern Division die Provinz Québec bei den Esso Women’s Nationals, wo sie den dritten Platz belegten. Ein Jahr später, bei den Amateurmeisterschaften 2006, erreichten die Axion den zweiten Platz hinter den Brampton Thunder. Im selben Jahr erreichten die Axion mit dem Gewinn des NWHL Champions Cup den größten Erfolg der Vereinsgeschichte.
Nach der Saison 2006/07 stellte die NWHL den Spielbetrieb ein und wurde durch die neu gegründete Canadian Women’s Hockey League ersetzt.

## Bekannte ehemalige Spielerinnen
- Emmanuelle Blais
- Thérèse Brisson
- Lisa-Marie Breton[2]
- Nathalie Déry
- Sabrina Harbec
- Gina Kingsbury
- Jenny Lavigne
- Charline Labonté
- Caroline Ouellette
- Angela Ruggiero
- France St. Louis
- Kim St-Pierre
- Jesse Scanzano
- Kelly Sudia
- Dominique Thibault

## Saisonstatistik
| Saison  | Sp | S  | N  | U  | T   | GT  | Pkt | Regular Season | Play-offs   |
| ------- | -- | -- | -- | -- | --- | --- | --- | -------------- | ----------- |
| 1998/99 | 34 | 13 | 16 | 5  | 104 | 91  | 31  | Platz 1        | Vizemeister |
| 1999/00 | 35 | 18 | 7  | 10 | 116 | 62  | 46  | Platz 2        | 1. Runde    |
| 2000/01 | 40 | 30 | 6  | 4  | 163 | 63  | 64  | Platz 1        | 1. Runde    |
| 2001/02 | 30 | 11 | 14 | 5  | 66  | 78  | 27  | Platz 2        | 1. Runde    |
| 2002/03 | 36 | 18 | 15 | 3  | 83  | 81  | 39  | Platz 1        | 1. Runde    |
| 2003/04 | 36 | 20 | 11 | 5  | 113 | 84  | 46  | Platz 1        | 1. Runde    |
| 2004/05 | 36 | 24 | 10 | 2  | 140 | 85  | 51  | Platz 1        | Vizemeister |
| 2005/06 | 36 | 14 | 19 | 3  | 100 | 122 | 33  | Platz 2        | Meister     |
| 2006/07 | 13 | 6  | 7  | 0  | 66  | 56  | 13  | Platz 1        | Vizemeister |

Legende zur Saisonstatistik: GP oder Sp = Spiele insgesamt; W oder S = Siege; L oder N = Niederlagen; T oder U = Unentschieden; OTS = Siege nach Verlängerung (Overtime);  OTN oder OL = Overtime-Niederlagen; SOS = Shootout-Siege; SOL oder SON = Shootout-Niederlagen; P oder Pkt = Punkte; Pct % = Siege in %; GF oder T = Tore; GA oder GT = Gegentore